# Run 2
Run 2 è una canzone del gruppo rock-synthpop britannico New Order, estratta come terzo e ultimo singolo dall'album Technique, in cui è intitolata semplicemente Run, e pubblicata nel 1989.

## Genesi

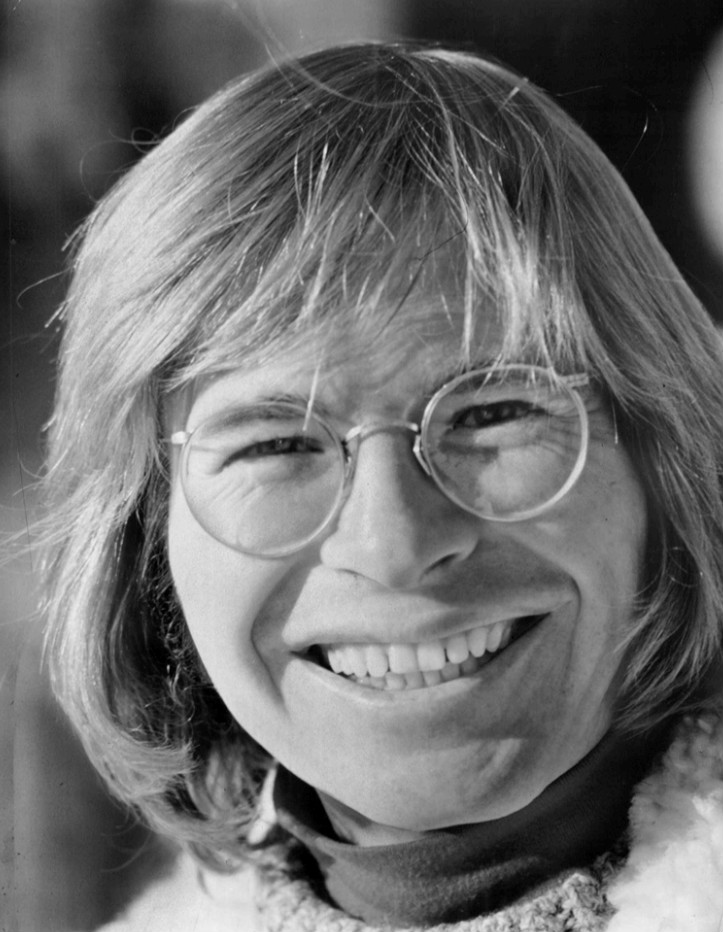
I New Order furono accusati di plagio dalla casa editrice di John Denver, che li costrinse ad accreditarlo come compositore.

Run da Technique fu remixata da Scott Litt, che aggiunse l'appendice "2" al titolo. La differenza più evidente è che questa versione è più "radio friendly", senza il lungo finale strumentale, sostituito con la ripetizione del ritornello. Inoltre Litt tolse i riverberi degli strumenti e i molteplici strati ritmici dei sintetizzatori, concentrando l'attenzione più sulla voce di Samner e il basso di Peter Hook. A dispetto dell'enorme diffusione radiofonica tuttavia, il brano venne pubblicato solo in Inghilterra e ne vennero stampate solamente 20,000 copie su vinile a sette pollici e 500 su quello a dodici dalla Factory.
La casa di produzione di John Denver intentò una causa contro i New Order, accusandoli di plagio, poiché la chitarra in apertura della canzone era simile a quella di Leaving on a Jet Plane di Denver. Alla fine venne raggiunto un accordo e Run venne accreditato alla band e a John.
Il lato B del singolo fu Open Your Mind, in cui l'unico verso presente è "You've got love technique", riciclato dalla hit precedente Fine Time. Per il vinile a dodici pollici, Run 2 venne presentato in un mix esteso con l'aggiunta di una sezione ritmica di Afrika Islam insieme a un remix di Open Your Mind di Mike 'Hitman' Wilson.

## Copertina
La cover fu realizzata da Peter Saville, che dichiarò di essersi ispirato alle etichette dei fusti di candeggina. Di fatto sui crediti appare la scritta "Cover by Peter Saville Associates after Bold."

## Tracce
Testi e musiche di John Denver, Gillian Gilbert, Peter Hook, Stephen Morris e Bernard Sumner eccetto dove indicato.
7" (Regno Unito)
1. Run 2 (Scott Litt Remix) – 3:45
2. Open Your Mind (Mike 'Hitman' Wilson Remix) – 3:43 (Gilbert, Hook, Morris, Sumner)

12" (Regno Unito)
1. Run 2 (Scott Litt Remix) – 3:45
2. Run 2 (Extended Version) (Scott Litt Remix) – 5:22
3. Open Your Mind (Mike 'Hitman' Wilson Remix) – 3:43 (Gilbert, Hook, Morris, Sumner)
4. Open Your Mind (Minus Mix) (Mike 'Hitman' Wilson Remix) – 5:24 (Gilbert, Hook, Morris, Sumner)

## Classifiche
| Classifica (1989)         | Posizione massima |
| ------------------------- | ----------------- |
| Regno Unito               | 49                |
| Regno Unito (independent) | 1                 |